# 性交後憂鬱
性交後憂鬱（せいこうごゆううつ、英語：post-coital tristesse、略称：PCT）は、性行為あるいはオナニーの終了後に感じる深い憂鬱のことである。俗に男性の射精後不応期を「賢者タイム」と呼ばれる場合もある。
女性より男性の方が多発している。性行為（あるいはオナニー）から5分間〜90分間ほど、不安や自己嫌悪を感じる。
ホルモンの一種、プロラクチンの効果と考えられている。

## 対処
男女で性行為を行った後においては、お互いの感情的な摩擦や関係の亀裂を避ける意味でも、互いに身体を愛撫し合ったりコミュニケーションをとりつつ、性行為のクールダウンを行うことが望ましいとされている。